# Немецкое астрономическое общество
Немецкое астрономическое общество — астрономическое общество, основанное в 1863 году в Гейдельберге, второе старейшее астрономическое общество после Королевского астрономического общества.

## История
Инициатива о создании общества возникла в конце 1850-х годов в Обществе немецких естествоиспытателей и врачей. Однако его создание задержалось до 1863 года, когда, наконец, был выработан его Устав; это произошло на собрании, состоявшемся 27—29 августа. В числе прочих здесь присутствовали: Эдуард Шёнфельд, Карл Христиан Брунс, Вильгельм Юлиус Фёрстер. Первым председателем был избран Юлиус Цех из Тюбингена.
С момента основания общество рассматривало себя как международную организацию и, согласно уставу, членство в которой не зависело от национальности.
В 1882 году обществом в Киле было основано Центральное бюро астрономических телеграмм, которое во время Первой мировой войны было переведено в обсерваторию Эстервольда в Копенгагене.
Около 1900 года общество инициировало создание каталога звёздного неба Astronomische Gesellschaft Katalog (AGK).
Последнее собрание общества перед Второй мировой войной состоялось в Данциге в августе 1939 года. После Второй мировой войны, как и все другие объединения в Германии, общество временно прекратило свою деятельность. В апреле 1947 года в Гёттингене было Астрономическое общество возобновило свою деятельность. Число его членов значительно уменьшилось и, в основном, ограничивалось немецкоязычными странами. Только в 1975 году количество членов вернулось к уровню 1930 года. В 1969—1970 годах 57 членов из ГДР были вынуждены, по политическим причинам, заявить о своем выходе из общества. После объединения Германии, в 1990 году правление общество решило считать членство этих астрономов «бездействующим», а не «прекратившим существование».
В настоящее время Общество насчитывает около 800 членов, в основном из немецкоязычных стран. Оно не реже одного раза в год проводит научную конференцию, общее собрание и публикует годовой отчёт.
Астрономическое общество присуждает медаль Карла Шварцшильда, премию Людвига Бирмана, премию Бруно Бюргеля, премию Ганса Людвига Неймана и некоторые другие. С целью поддержки школьного астрономического образования общество учредило специальный приз на конкурсе Jugend forscht.

## Председатели общества
- 1863–1864: Юлиус Цех
- 1864–1867: Фридрих Вильгельм Август Аргеландер
- 1867–1878: Отто Вильгельм фон Струве
- 1878–1881: Карл Николаус Адальберт Крюгер
- 1881–1889: Артур Юлиус Георг Фридрих фон Ауверс
- 1889–1896: Йохан Аугуст Гуго Гюлден
- 1896–1921: Хуго фон Зелигер
- 1921–1930: Сванте Элис Стрёмгрен
- 1930–1932: Максимилиан Франц Йозеф Корнелиус Вольф
- 1932–1939: Фридрих Вильгельм Ганс Людендорф
- 1939–1945: Август Копфф
- 1945–1947: вакансия
- 1947–1949: Альбрехт Отто Иоганнес Унзольд
- 1949–1952: Фридрих Беккер
- 1952–1957: Отто Герман Леопольд Хекман
- 1957–1960: Пауль Тен Бруггенкате[англ.]
- 1960–1966: Ганс Хаффнер[нем.]
- 1966–1969: Рудольф Киппенхан[укр.]
- 1969–1972: Вальтер Эрнст Фрике
- 1972–1975: Ганс Генрих Фойгт
- 1975–1978: Вольфганг Пристер[нем.]
- 1978–1981: Теодор Шмидт-Калер[нем.]
- 1981–1984: Густав Андреас Тамман
- 1984–1987: Michael Grewing